# 엄마가 바람났다
《엄마가 바람났다》는 2020년 5월 4일부터 같은 해 10월 23일까지 방영되었던 SBS 아침연속극이었다.

## 등장인물
- (†) 표시는 드라마 상에서 최종적으로 고인이 된 인물이다.

### 주요 인물
- 현쥬니(오필정) : 29/36세, 싱글맘, 유민중학교 기간제 체육교사 → 고시원 식당 직원 → 대한중학교 기간제 체육교사, 육상부 코치 → LX그룹 인턴사원 드럼연주 음악
- 이재황(강석준 / 김승재) : 30/37세, 과거 사법고시생, LX그룹 차남 (아역 : 조이현)
- 문보령(이은주(29/36세) : 유민중학교 영어교사 출신, 필정의 고교동창이자 라이벌, LX그룹 홍보팀장 → 이사
- 김형범(강석환 / 박태섭 (32/39세) : 석준 이복형, LX그룹 총괄본부장, 은주 남편 (아역 : 이민성)

### 필정 가족
- 남이안(오순정) : 32세, 필정 여동생, LX그룹 경영지원실 인턴 → 또머거피자 사장 → 예신다이어트 매장 점장
- 박순천(김복순/애심) : 61세, 필정의 이웃주민이자 친엄마 같은 존재, 석준의 생모(과거 가리봉동 흑장미 주방직원) (1회 ~ 67회)
- 길정우(박민호 / 강민호) : 7/14세, (아역 : 김동하) - 태섭이 데려온 석환과 미애의 친아들, 필정의 의붓아들
- 홍제이(박민지) : 7세, 태섭&필정 딸
- 김성일(오만식) : 66세, 필정과 순정의 아버지로, 전설의 카사노바

### 석준 가족
- 양금석(김해정) : 65세, 선대 회장의 장녀이자 LX그룹 부회장, 석환의 친모이자 석준의 계모
- 이원재(강태수) : 70세, LX그룹 회장이자, 석환과 석준의 아버지, 복순의 고향 오빠 (젊은 시절 : 김오복)

### 은주 가족
- 서현석(이태우) : 32세, 은주 동생, LX그룹 경영지원실 인턴 → 또머거피자 사장
- 김동균(최동석) : 42세, 유경 아버지, 혜주병원 외과 과장, 은자의 동생
- 이진아(최은자) : 61세, 은주와 태우의 어머니, 대한중학교 교장
- 이영은(최유경) : 15세, 동석 딸, 대한중학교 육상부

### 대한중학교 인물들
- 전은채(최미영(39세) 역 - 대한중학교 기간제 보건교사 → 3H 지압침대 매장 운영
- 송지호(남학생 1)
- 서장현(남학생 2)
- 김수민(수연)
- 윤준열(재석)
- 안루아(지은이)
- 한혜수(수정)
- 이연서(이대건)
- 배민준(한가람)
- 김라온(골프 남학생)
- 정상현(서형)
- 이선재(노래방 남학생 1)
- 이영웅(노래방 남학생 2)
- 정서영(여학생 1)
- 조민정(여학생 2)
- 김민호(여학생 3)
- 최세인(혜림)
- 안세빈(슬기)

### 그 외 인물
- 차승우(왕기범) : 33세, LX그룹 홍보팀 직원, 석준의 심복
- 김영훈(하열도 / 김복남) : 45세, LX그룹 총괄본부장 비서실장, 어렸을 적 입양 보내진 복순의 동생
- 노정명(홍수경) : 30세, LX그룹 홍보팀 직원, 하은의 엄마
- 박지수(박혜진) : 33세, 석준 약혼녀, 미국의 한 대형 투자회사 상속녀
- 윤복성(김대건) : LX그룹 법무팀장
- 홍석빈(김 기사) : 강 회장 기사
- 강우제(김철규) : 이은주하고 외도를 즐기는 선생
- 정선아(철규 처) : 철규 아내 (후에 이혼)
- 이준희(김정환) : 혜주병원 신경외과의, 태섭 주치의
- 이규섭(사채업자) : 태섭이 돈을 빌린 사채업자
- 고은이(은주 친구)
- 차상미(LX그룹 옷가게 직원)
- 정현석(LX고객센터 매니저)
- 장주연(고시원 식당 사장의 며느리)
- 미상(고시원 식당 사장의 아들)
- 최남욱(유기견보호센터 소장)
- 염동헌(황필성) : 60세, 건물주, 필정의 첫 번째 소개팅남
- 김혜원(제시카 박) : LX그룹 스타일링 클래스 담당자
- 정욱(반수호) : 필정의 두 번째 소개팅남, 모델 출신
- 강선화(최우미) : 골프선수, 필정의 친한 동생
- 박용(LX그룹 박 전무)
- 박용수(LX그룹 대주주)

### 특별 출연
- 강서준(박태섭)† : 38세, 필정의 남편, 과거 LX그룹 부회장 해정의 비서, 불의의 사고로 사망

## 시청률
최저 시청률과 최고 시청률은 시청률 조사회사와 지역별로 시청률에 차이가 있을 수 있습니다.
| 2020년  | 2020년    | 2020년         | 2020년       | 2020년         |
| 회차    | 방송일    | AGB 시청률     | AGB 시청률   | TNmS 시청률    |
| 회차    | 방송일    | 대한민국(전국) | 수도권(서울) | 대한민국(전국) |
| ------- | --------- | -------------- | ------------ | -------------- |
| 제1회   | 5월 4일   | 5.2%           |              | 6.9%           |
| 제2회   | 5월 5일   | 4.9%           |              | 6.4%           |
| 제3회   | 5월 6일   | 5.4%           |              | 7.5%           |
| 제4회   | 5월 7일   | 5.7%           | 5.5%         | 7.5%           |
| 제5회   | 5월 8일   | 5.3%           | 5.0%         | 6.9%           |
| 제6회   | 5월 11일  | 5.1%           |              |                |
| 제7회   | 5월 12일  | 6.0%           | 6.2%         | 6.2%           |
| 제8회   | 5월 13일  | 5.4%           |              | 5.7%           |
| 제9회   | 5월 14일  | 5.9%           | 5.7%         | 5.9%           |
| 제10회  | 5월 15일  | 6.0%           | 5.4%         | 6.8%           |
| 제11회  | 5월 18일  | 5.4%           |              | 6.3%           |
| 제12회  | 5월 19일  | 5.8%           | 5.5%         | 6.2%           |
| 제13회  | 5월 20일  | 5.5%           | 5.1%         | 5.8%           |
| 제14회  | 5월 21일  | 5.8%           | 5.6%         | 6.9%           |
| 제15회  | 5월 22일  | 5.8%           | 5.3%         | 6.6%           |
| 제16회  | 5월 25일  | 5.4%           |              | 6.4%           |
| 제17회  | 5월 26일  | 6.2%           | 5.6%         | 7.0%           |
| 제18회  | 5월 27일  | 5.3%           | 4.9%         | 6.8%           |
| 제19회  | 5월 28일  | 5.8%           | 5.4%         | 6.9%           |
| 제20회  | 5월 29일  | 5.9%           | 5.3%         | 6.3%           |
| 제21회  | 6월 1일   | 5.4%           |              | 6.3%           |
| 제22회  | 6월 2일   | 6.0%           | 5.3%         | 5.3%           |
| 제23회  | 6월 3일   | 4.9%           |              | 5.9%           |
| 제24회  | 6월 4일   | 5.8%           | 5.4%         | 6.0%           |
| 제25회  | 6월 5일   | 5.7%           | 5.3%         | 5.9%           |
| 제26회  | 6월 8일   | 5.9%           | 5.8%         | 5.1%           |
| 제27회  | 6월 9일   | 5.7%           | 5.5%         | 6.2%           |
| 제28회  | 6월 10일  | 5.7%           | 5.1%         | 5.6%           |
| 제29회  | 6월 11일  | 5.3%           | 5.2%         | 6.1%           |
| 제30회  | 6월 12일  | 5.5%           | 5.1%         | 5.3%           |
| 제31회  | 6월 15일  | 5.4%           | 5.1%         | 5.6%           |
| 제32회  | 6월 16일  | 5.8%           | 5.4%         | 5.6%           |
| 제33회  | 6월 17일  | 5.4%           | 5.3%         | 6.3%           |
| 제34회  | 6월 18일  | 6.2%           | 5.6%         | 6.7%           |
| 제35회  | 6월 19일  | 5.5%           | 4.9%         | 6.3%           |
| 제36회  | 6월 22일  | 5.1%           |              |                |
| 제37회  | 6월 23일  | 6.1%           | 6.1%         | 6.6%           |
| 제38회  | 6월 24일  | 6.2%           | 5.8%         | 6.3%           |
| 제39회  | 6월 25일  | 6.4%           | 5.7%         | 6.7%           |
| 제40회  | 6월 26일  | 6.4%           | 5.6%         | 6.4%           |
| 제41회  | 6월 29일  | 6.6%           | 6.6%         | 5.6%           |
| 제42회  | 6월 30일  | 6.1%           | 6.0%         | 6.7%           |
| 제43회  | 7월 1일   | 6.0%           | 5.8%         | 6.6%           |
| 제44회  | 7월 2일   | 6.5%           | 6.5%         | 6.5%           |
| 제45회  | 7월 3일   | 6.3%           | 5.6%         | 6.6%           |
| 제46회  | 7월 6일   | 5.6%           |              | 5.9%           |
| 제47회  | 7월 7일   | 5.8%           | 5.3%         | 7.0%           |
| 제48회  | 7월 8일   | 6.0%           | 5.5%         | 6.3%           |
| 제49회  | 7월 9일   | 6.3%           | 5.7%         | 6.8%           |
| 제50회  | 7월 10일  | 6.4%           | 5.7%         | 7.1%           |
| 제51회  | 7월 13일  | 6.5%           | 5.9%         | 7.1%           |
| 제52회  | 7월 14일  | 6.3%           | 5.8%         | 6.0%           |
| 제53회  | 7월 15일  | 6.4%           | 6.0%         | 6.6%           |
| 제54회  | 7월 16일  | 6.2%           | 5.8%         | 6.3%           |
| 제55회  | 7월 17일  | 6.4%           | 5.8%         | 6.3%           |
| 제56회  | 7월 20일  | 6.6%           | 6.6%         | 6.6%           |
| 제57회  | 7월 21일  | 6.1%           | 5.5%         | 6.7%           |
| 제58회  | 7월 22일  | 6.8%           | 6.4%         | 6.5%           |
| 제59회  | 7월 23일  | 7.2%           | 7.1%         | 6.7%           |
| 제60회  | 7월 24일  | 6.8%           | 6.4%         | 6.8%           |
| 제61회  | 7월 27일  | 6.6%           | 6.3%         | 6.3%           |
| 제62회  | 7월 28일  | 6.9%           | 6.2%         | 6.6%           |
| 제63회  | 7월 29일  | 6.0%           | 5.3%         | 6.6%           |
| 제64회  | 7월 30일  | 6.6%           | 6.1%         | 6.7%           |
| 제65회  | 7월 31일  | 7.0%           | 6.6%         | 6.4%           |
| 제66회  | 8월 3일   | 6.5%           | 6.2%         | 6.1%           |
| 제67회  | 8월 4일   | 6.6%           | 6.3%         | 6.9%           |
| 제68회  | 8월 5일   | 7.3%           | 6.9%         | 6.8%           |
| 제69회  | 8월 6일   | 6.9%           | 6.5%         | 7.3%           |
| 제70회  | 8월 7일   | 6.9%           | 6.4%         | 7.0%           |
| 제71회  | 8월 10일  | 7.1%           | 6.3%         | 6.9%           |
| 제72회  | 8월 11일  | 7.0%           | 7.0%         | 7.3%           |
| 제73회  | 8월 12일  | 6.3%           | 6.2%         | 6.6%           |
| 제74회  | 8월 13일  | 6.7%           | 6.6%         | 7.0%           |
| 제75회  | 8월 14일  | 7.0%           | 6.9%         | 6.8%           |
| 제76회  | 8월 17일  | 6.3%           | 6.2%         | 6.3%           |
| 제77회  | 8월 18일  | 6.6%           | 6.1%         | 6.7%           |
| 제78회  | 8월 19일  | 6.5%           | 6.0%         | 6.2%           |
| 제79회  | 8월 20일  | 6.0%           | 6.1%         | 6.6%           |
| 제80회  | 8월 21일  | 6.8%           | 6.3%         | 6.5%           |
| 제81회  | 8월 24일  | 6.0%           | 5.7%         | 6.7%           |
| 제82회  | 8월 25일  | 7.1%           | 6.7%         | 6.7%           |
| 제83회  | 8월 26일  | 7.0%           | 6.4%         | 7.2%           |
| 제84회  | 8월 27일  | 7.1%           | 6.4%         | 6.8%           |
| 제85회  | 8월 28일  | 7.4%           | 6.8%         | 6.8%           |
| 제86회  | 8월 31일  | 7.0%           | 6.6%         | 6.5%           |
| 제87회  | 9월 1일   | 6.6%           | 6.2%         | 7.1%           |
| 제88회  | 9월 2일   | 8.0%           | 7.3%         | 7.1%           |
| 제89회  | 9월 3일   | 7.3%           | 7.2%         | 7.3%           |
| 제90회  | 9월 4일   | 6.8%           | 6.5%         | 7.5%           |
| 제91회  | 9월 8일   | 7.0%           | 7.0%         | 6.5%           |
| 제92회  | 9월 9일   | 6.8%           | 6.6%         | 6.7%           |
| 제93회  | 9월 10일  | 6.9%           | 6.6%         | 6.5%           |
| 제94회  | 9월 11일  | 7.2%           | 6.7%         | 6.6%           |
| 제95회  | 9월 14일  | 6.6%           | 6.4%         | 5.9%           |
| 제96회  | 9월 15일  | 6.8%           | 6.2%         | 7.1%           |
| 제97회  | 9월 16일  | 6.3%           | 5.7%         | 6.3%           |
| 제98회  | 9월 17일  | 7.1%           | 7.2%         | 6.9%           |
| 제99회  | 9월 18일  | 6.9%           | 6.7%         | 6.2%           |
| 제100회 | 9월 21일  | 6.5%           | 6.6%         | 6.4%           |
| 제101회 | 9월 22일  | 6.7%           | 6.4%         | 5.8%           |
| 제102회 | 9월 23일  | 6.6%           | 6.3%         | 5.8%           |
| 제103회 | 9월 24일  | 7.0%           | 7.1%         | 7.1%           |
| 제104회 | 9월 25일  | 6.9%           | 6.1%         | 5.6%           |
| 제105회 | 9월 28일  | 6.7%           | 6.8%         | 6.3%           |
| 제106회 | 9월 29일  | 7.2%           | 6.6%         | 6.1%           |
| 제107회 | 9월 30일  | 5.9%           | 6.0%         | 6.5%           |
| 제108회 | 10월 5일  | 6.7%           | 6.1%         | 6.9%           |
| 제109회 | 10월 6일  | 7.2%           | 6.5%         | 6.8%           |
| 제110회 | 10월 7일  | 7.3%           | 7.2%         | 6.7%           |
| 제111회 | 10월 8일  | 7.5%           | 6.9%         | 7.5%           |
| 제112회 | 10월 9일  | 7.3%           | 7.0%         | 7.6%           |
| 제113회 | 10월 12일 | 7.1%           | 6.5%         | 6.3%           |
| 제114회 | 10월 13일 | 6.8%           | 6.4%         | 6.7%           |
| 제115회 | 10월 14일 | 6.7%           | 6.2%         | 6.4%           |
| 제116회 | 10월 15일 | 7.0%           | 6.9%         | 6.9%           |
| 제117회 | 10월 16일 | 7.4%           | 6.9%         | 7.2%           |
| 제118회 | 10월 19일 | 6.8%           | 6.5%         | 6.2%           |
| 제119회 | 10월 20일 | 7.4%           | 7.1%         | 6.2%           |
| 제120회 | 10월 21일 | 7.4%           | 7.2%         | 6.6%           |
| 제121회 | 10월 22일 | 7.3%           | 6.8%         | 7.5%           |
| 제122회 | 10월 23일 | 7.6%           | 7.1%         | 7.0%           |

## 결방 사유 및 연장
- 2020년 9월 7일 : 제10호 태풍 《하이선》에 대한 뉴스 특보로 인한 결방
- 2020년 10월 1일 : 《추석 특집 순간포착 세상에 이런 일이 스페셜》 편성으로 인한 결방
- 2020년 10월 2일 : 《추석 특집 TV 동물농장 스페셜》 편성으로 인한 결방
- 엄마가 바람났다 방영 분량이 120부작에서 2회 연장되어 122부작으로 변경 및 확정되었다.

## 경쟁 프로그램
- MBC 일일 드라마

《나쁜 사랑》 (2019년 12월 2일 ~ 2020년 5월 29일)

## 참고 사항
- 강태수 역은 당초 고인범이 맡을 예정이었으나 개인적인 사정으로 이원재로 교체되었다.
- 1991년 당시 KBS 2TV 《물밑에서 봉선화》의 조연출이었던 고흥식 감독과 인연을 맺었던 김성일이, 25년 만에 해당 드라마로 복귀하였다.
- 고흥식 PD의 전작에 출연하였던 배우들이 다시 출연하였다. SBS 아침연속극 《어머님은 내 며느리》에 출연하였던 문보령, 김동균, 이진아, SBS 아침 연속극 《해피시스터즈》에 출연하였던 김동균, 강서준, 이영은, 전은채(개명 전 이름 : 전윤지)가 해당 작품에 출연하였다.
- 안서정 작가의 전작 《내 사위의 여자》에 출연하였던 박순천이 해당 작품에 출연하였다. 박순천은 본작과 KBS 1TV 일일 드라마 《기막힌 유산》 두 작품에 동시에 출연하였다.
- 이재황은 《너라서 좋아》 이후 7년 3개월 만에 SBS 아침연속극에 출연하였다.
- 문보령은 SBS 아침연속극 《나도 엄마야》 이후 1년 반 만에 복귀하였으며, 세 번 연속으로 SBS 아침연속극에 출연하였다.
- 서현석은 고흥식 PD와 SBS 일일 드라마 《가족의 탄생》에 이어서 7년 만에 재회하였다.
- 강서준, 현쥬니는 SBS 월화 드라마 《나는 전설이다》 이후 9년 8개월 만에 해당 드라마에서 다시 부부의 연을 맺었다.
- 양금석, 김동균은 KBS 1TV 일일 드라마 《너는 내 운명》 이후 11년 4개월 만에 재회하였다.
- 김형범, 김정욱은 KBS 2TV 아침 드라마 《차달래 부인의 사랑》 이후 1년 4개월 만에 재회하였다.
- 이재황, 김동균은 MBC 아침 드라마 《내 손을 잡아》 이후 약 6년 1개월 만에 재회하였다.
- 양금석, 이재황은 MBC 아침 드라마 《이브의 사랑》 이후 약 4년 7개월 만에 재회하였다.
- 문보령, 김동균은 SBS 아침연속극 《어머님은 내 며느리》 이후 약 4년 반 만에 재회하였다.